# Youngstown (Alberta)
Youngstown è un villaggio del Canada, situato nella provincia dell'Alberta, nella divisione No. 4.